# Князев, Игорь Владимирович
Игорь Владимирович Князев (род. 27 января 1983, Электросталь, РСФСР, СССР) — российский хоккеист, тафгай. Спортивный директор «Кристалла» из Электростали.

## Биография
Воспитанник электростальского хоккея. В сезоне 2001/02 впервые дебютировал на профессиональном уровне за московский «Спартак» в чемпионате России. В 2001 году был выбран на драфте НХЛ «Каролиной». С 2001 по 2002 выступал за казанский «Ак Барс». С 2002 по 2004 выступал в американской хоккейной лиге за команды «Лоуэлл Лок Монстерс» и «Спрингфилд Фэлконс».
В 2004 году вернулся в Россию, играл за различные клубы российской лиги — «Химик» Воскресенск, Мытищи, московское «Динамо» и чеховский «Витязь». С 2007 по 2009 год — игрок ХК МВД. Выступал в команде под номером 53. Сыграл 8 матчей за клуб в континентальной лиге, отдал 1 голевую передачу и заработал 8 минут штрафа. также играл за московские «Крылья» во второй лиге.
В 2009 году перебрался в Чехию, играл за «Кадань» во второй лиге. С 2010 по 2013 год выступал за команды высшей лиги «Лада» Тольятти, «Рязань», «Титан» и тверской ТХК.
Выступал за юниорскую и молодёжную сборные России, победитель юниорского чемпионата мира 2001 года, серебряный призёр юниорского чемпионата мира 2000 года, победитель молодёжного чемпионата мира 2002 года.
Считался одним из лучших защитников своего поколения, но не смог пробиться в НХЛ и из-за травм спины завершил карьеру в 30 лет.